# 唐甄
唐甄（1630年—1704年），原名大陶，字鑄萬，後改名甄，号圃亭，四川達州人，清初思想家。

## 生平
年幼時跟隨父親唐階泰遊宦於吳江、燕京、金陵等地，清兵入關，兵臨江南，金陵陷落之時，父子奔逃至浙江紹興。清順治十四年（1657年）中舉人，後曾任山西長子縣縣令，不久便罷官，遊歷大江南北，後半生幾乎困居在吳地，生活極為窮苦。

## 思想
他抨击专制制度：“自秦以来，凡为帝王者皆贼也。”(《潜书·室语》)
在经济上主张“富民”，认为“为治者不以富民为功，而欲幸致太平，是适燕而马首南指者也。”(《潜书·考功》）“尧舜之道无他，耕耨是也，桑蚕是也，鸡豚狗彘是也。”(《潜书·宗孟》）
唐甄著有《衡書》九十七篇，取權衡天下的意思，後又因處境困頓，改稱《潜書》。《潛書》分上下卷，共97篇。其學問近於“陸、王”一系，對於時政、民生、實務多所論述。唐君毅於《中國哲學原論─原教篇》將唐甄與費密並稱。